# Книнский замок
Книнский замок (хорв. Kninska tvrđava), или Книнская крепость — замок расположенный Хорватии рядом с самой высокой горой в Хорватии (Динара) и у истока реки Крка. Это вторая по величине крепость в Хорватии, самая большая оборонительная крепость и исторический город Шибенско-Книнскаой жупании в Далмации. Строительство крепости началось ещё в IX веке (возможно в VI), а нынешний вид сохранился с XVII и XVIII века. Замок достиг своего пика своего расцвета во время правления Дмитара Звонимира, короля Хорватии с 1076 г., когда замок стал политическим центром Королевства Хорватия.

## Расположение и описание

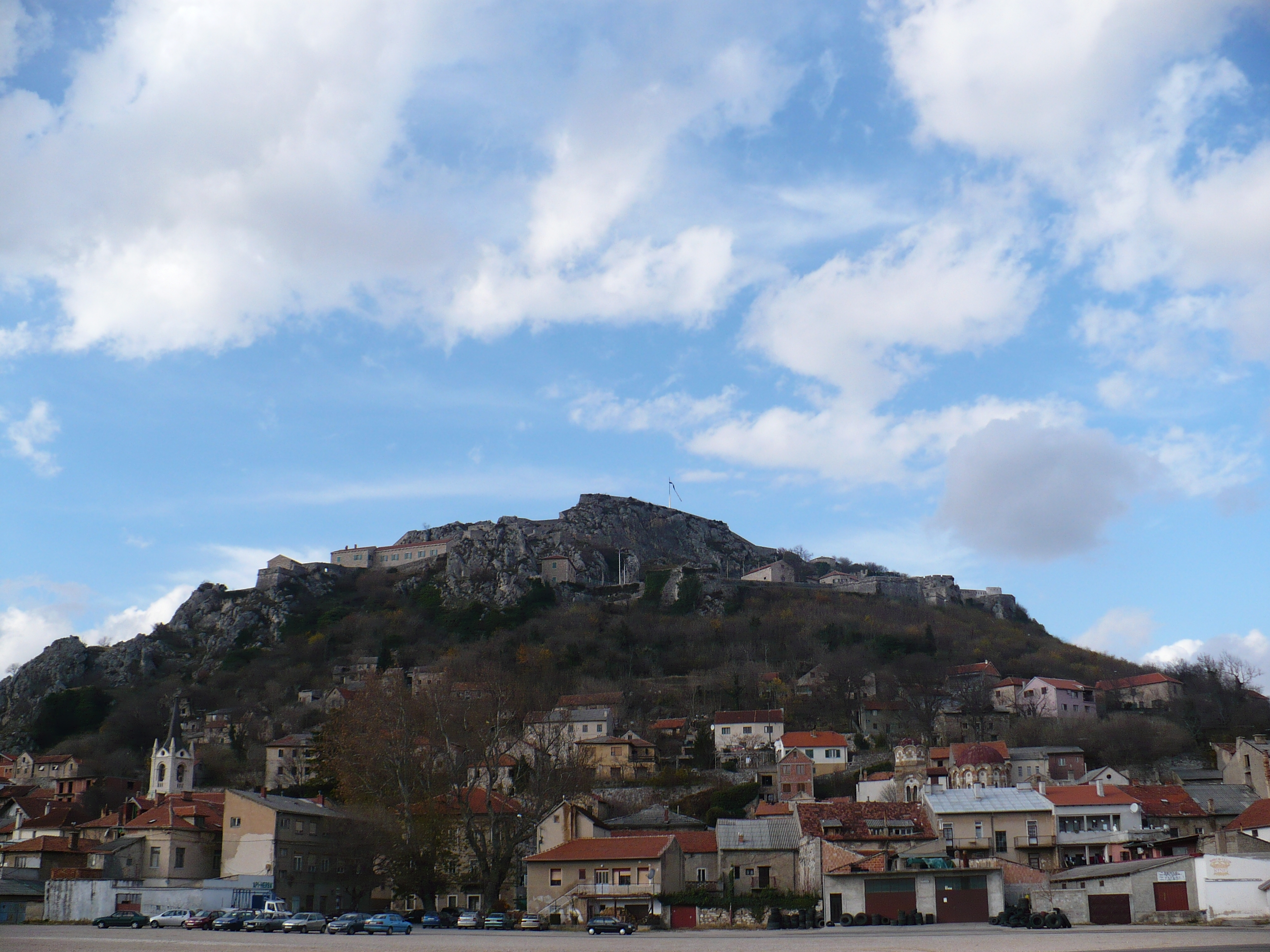
Гора Спас

Замок расположен на главной транспортной артерии, ведущей из Далмации в континентальную Хорватию и Боснию. Книнская крепость стоит на вершине горы (холма) Спас, в 100 м над хорватским городом Книн. Археологические раскопки показывают, что эта территория была заселена ещё с VI века. Крепость имеет размеры: 470 метров в длину и 110 метров в ширину. Первоначальный вид замка, из-за недостатка исторических и археологических сведений, не полностью известный. По предполагаемых данных, основанных на анализе других подобных укреплений того времени, предполагается, что он был окружен высокими стенами.
Крепость включает в себя три части: северную, среднюю и южную. Каждая часть крепости находится под защитой бойниц и отверстий для ружей, и соединена с другими частями города воротами и разводными мостами. Согласно недавнему исследованию, северная часть была построена в период с середины VIII века до конца XII века.
Главный вход в крепость представлен барочными каменными воротами, изготовленными из дуба. Вход в замок был, наиболее вероятно, построен Игнацием Мацановичем, строителем из Трогира. Над дверью можно увидеть символ Венецианской республики.
В северной части крепости, с левой стороны, когда-то существовал дом оружейника; сегодня это старая ратуша. Слева от неё находились казармы, в которых сейчас находятся галереи Книнского музея . Там же возведен памятник монаху Луйо Маруни (1857—1939), который первым начал археологические раскопки в этом районе, и сделал много открытий старой хорватской культуры.
В церкви Святой Варвары хранится колокол — подарок папы римского Иоанна Павла II во время его пребывания в Книне в 1994 г. Текущий вид замок приобрел благодаря венецианскому военному инженеру Албергетти, а надпись на замке, свидетельствует о том, что строительство было завершено в 1711 г. Замок охраняется как исторический памятники внесен в реестр культурного наследия Хорватии.

## История

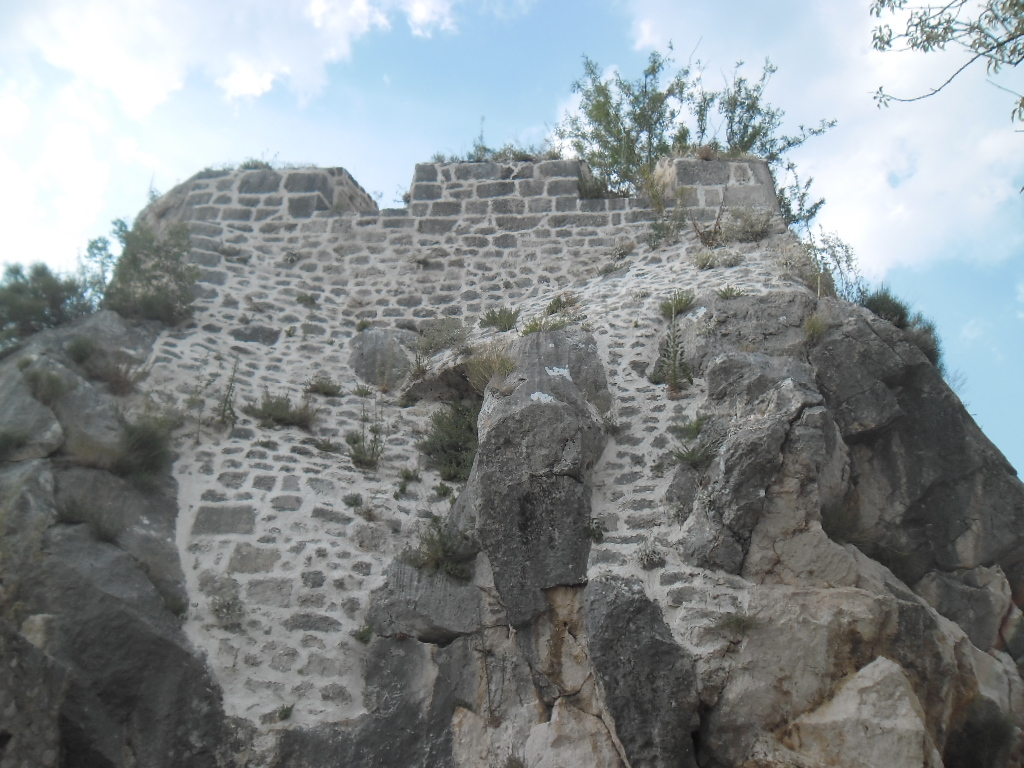
Элемент крепости

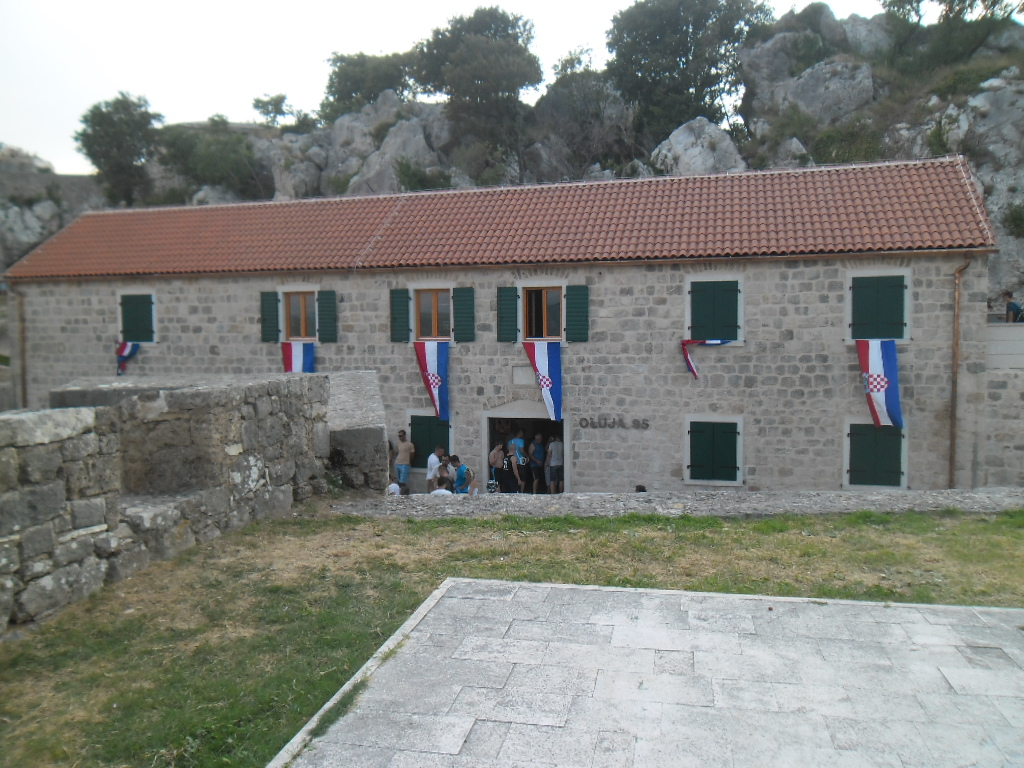
Музей в память операции «Буря», открытый 2015 г.

Хорваты построили крепость возле разрушенного древнеримского поселения (лат: Tignino castro) вскоре после того, как они поселились в этом районе. Владельцы крепости постоянно совершенствовали конструкцию замка, чтоб он соответствовал оборонным потребностям того времени. Это была одна из резиденций хорватских монархов, и, возможно, позднее стала главной резиденцией, поскольку из Книна было гораздо безопаснее управлять землями Либурнии и Далмации и обращать в христианство языческих хорватов в Гацке, Лике и Крбаве. Подтверждением являются несколько церквей вокруг Книна, построенных во времена князя Трпимира I.
Замок имел несколько парадных залов и дворец хорватских правителей, в котором издавались приказы и где вместе со своими придворными обитали хорватские монархи во время пребывания в Книне. На другом, более возвышенном плато горы Спас на южнее, была построена вторая, меньшая по размерам крепость Лаб (лат Сastro Lab, Labwar), которая была резиденцией наместников правителей.
Епархия Книна была основана в 1040 году королем Степаном I и охватывала территорию до реки Драва. Епископ Книна имел также номинальный титул «Хорватский епископ».
Крепость была разделена на малый и большой город в XIV веке. Малый город использовался, в основном в оборонительных целях, а большому городе были расположены дома, в которых жили губернаторы, епископы и жупаны. Пригород находился непосредственно возле стен замка. Старейшей частью является верхний город с северной стороны крепости, а средний и нижний города были построены в конце Средневековья.
Вполне возможно, что в XV веке, во времена роста опасности османского продвижения в Европу, был построен дополнительный ряд оборонительных стен, на котором сегодня расположен главный вход в крепость. Оба укрепления крепости были объединены в один оборонительный комплекс. В мае 1522 османские войска начали осаду Книна, которая закончилась 29 мая 1522 победой османов.
Первая известная иллюстрация крепости представлена на карте Северной Далмации и Лики, работы венецианского картографа Маттео Пагано (1515—1588), примерно в 1525 г. Более подробное описание фортификации было осуществлено другим венецианцем — военным инженером Орацио Антонио Альбергетти (1656—1690) в одной из его схем, сделанных во время изгнания турок из города в 1688 году.

## Галерея

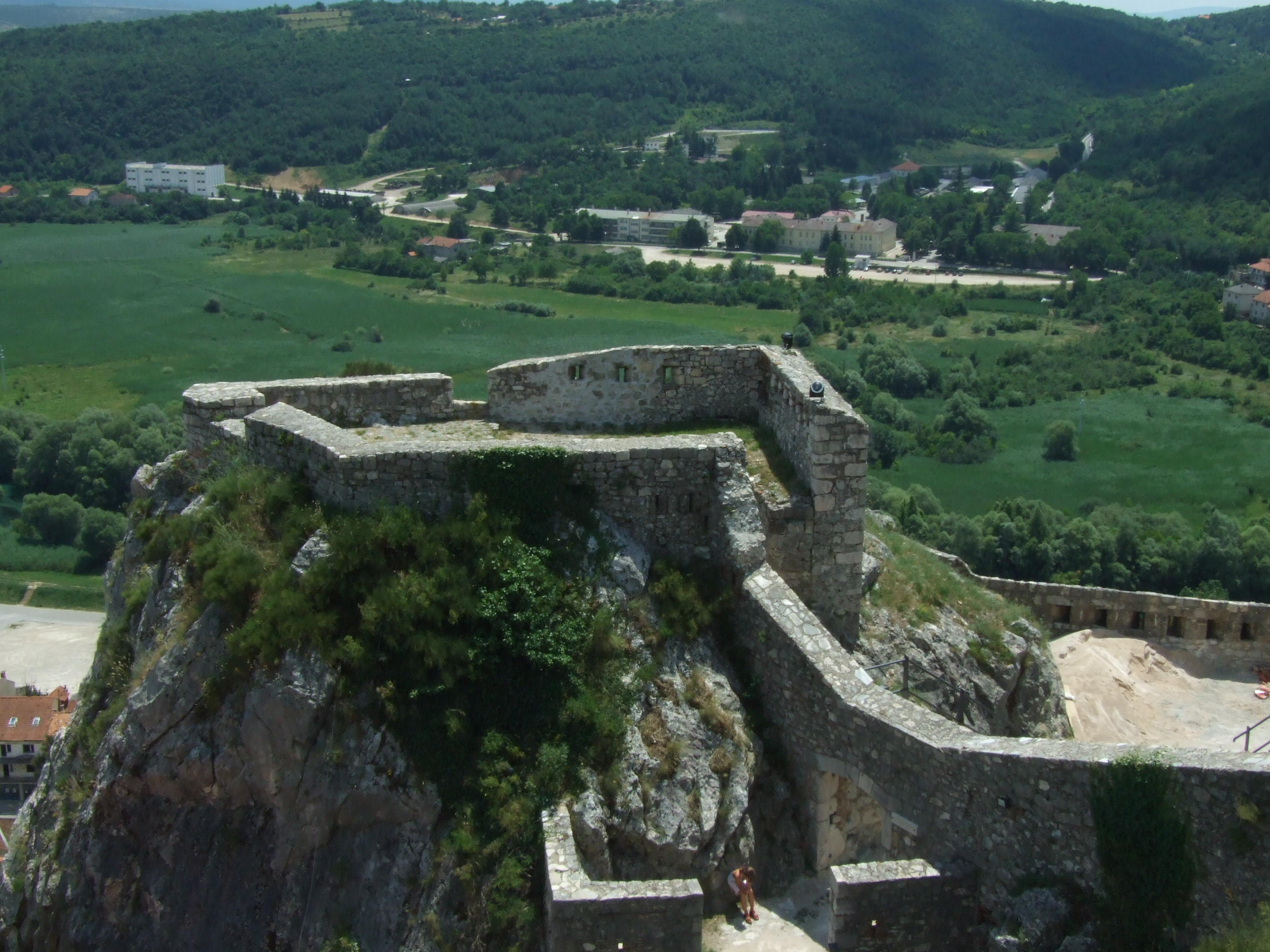
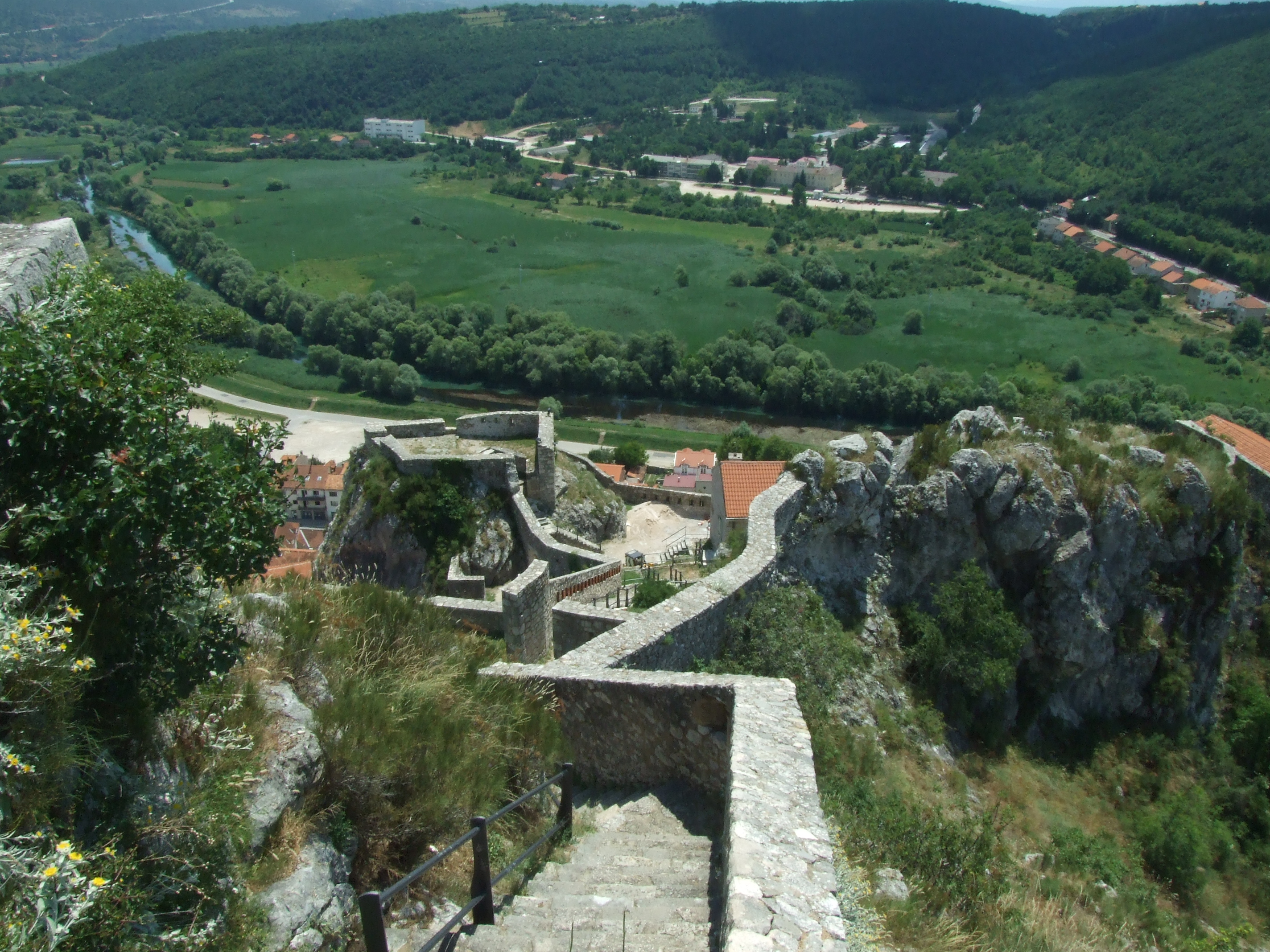
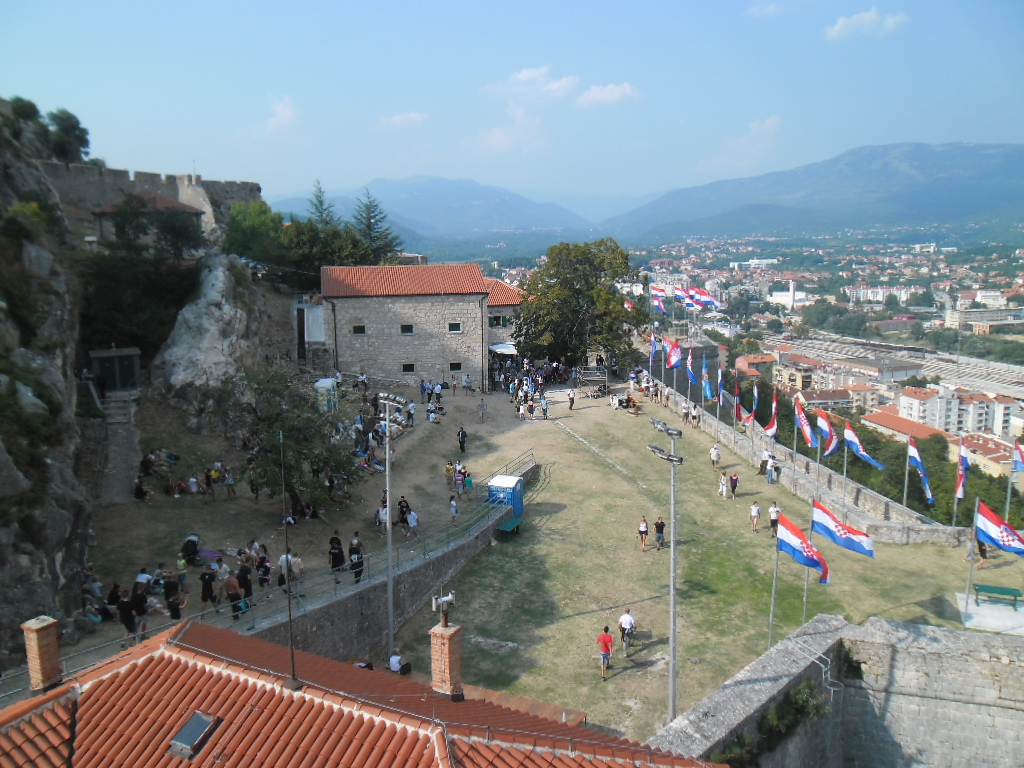
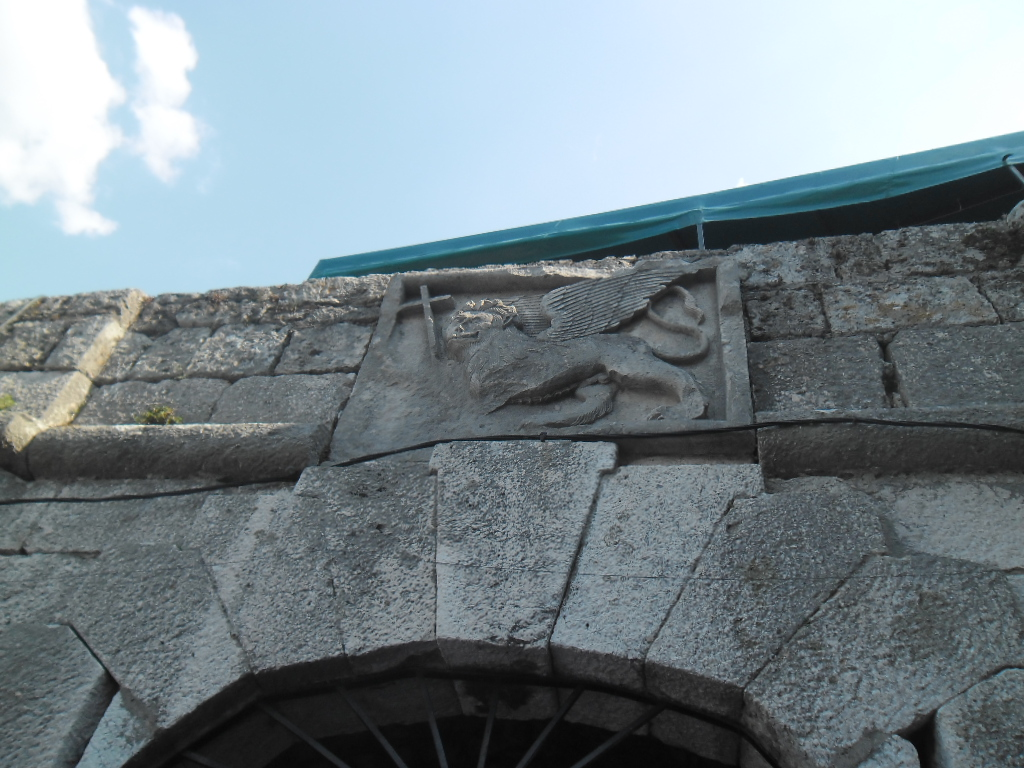
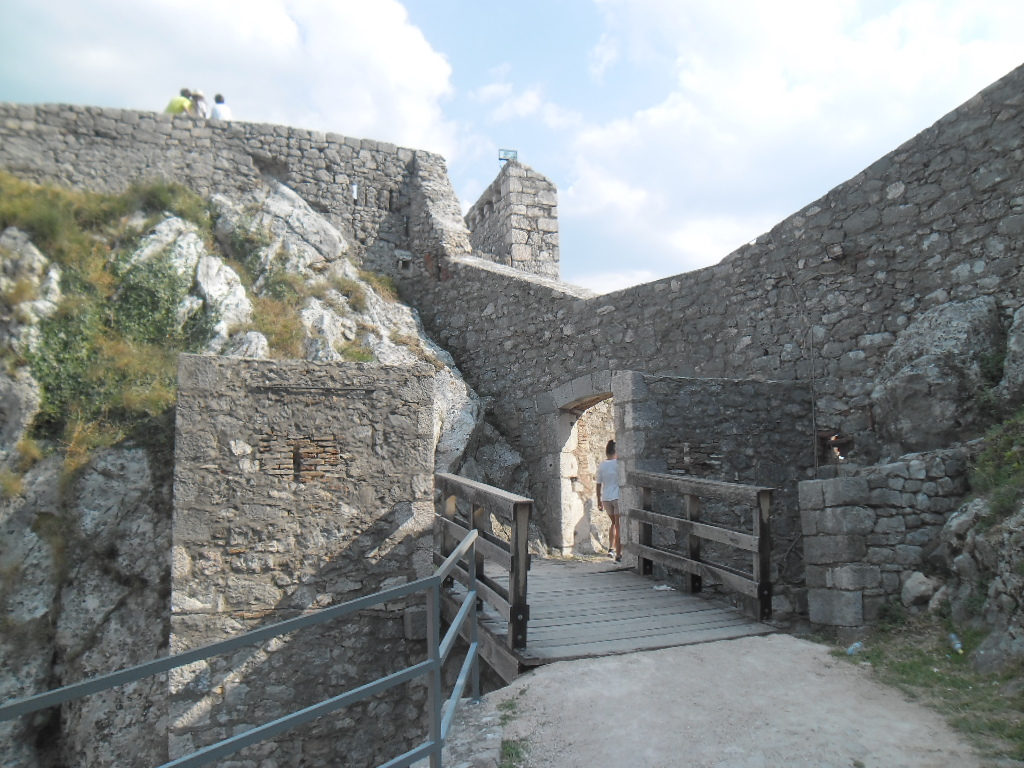
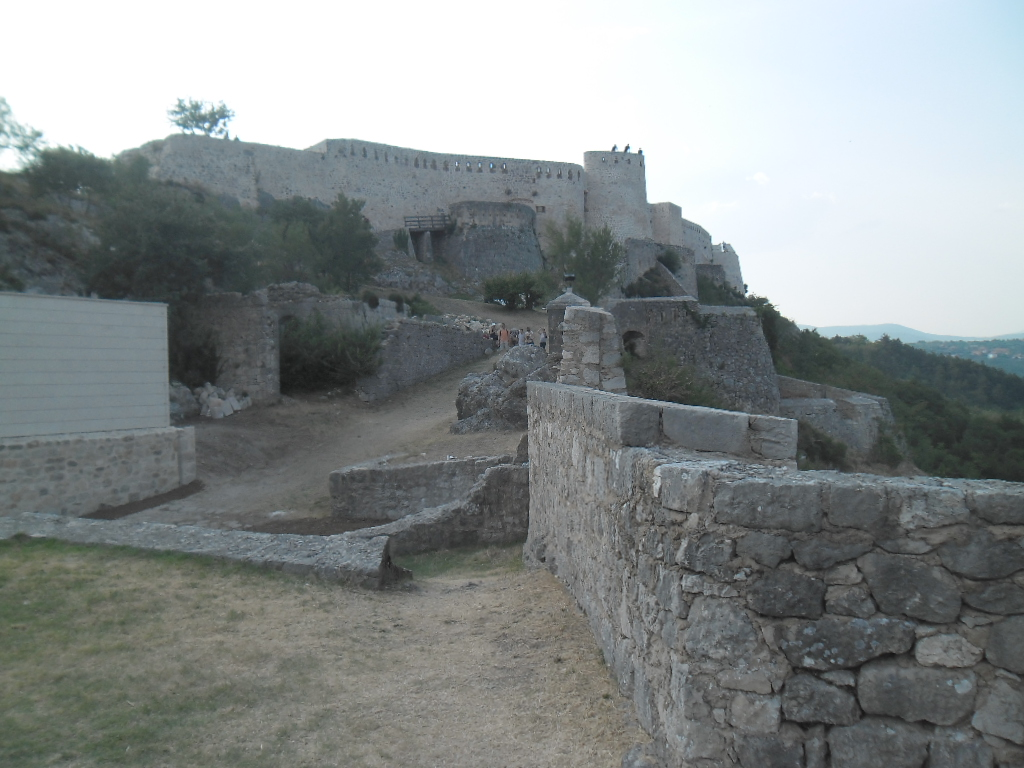
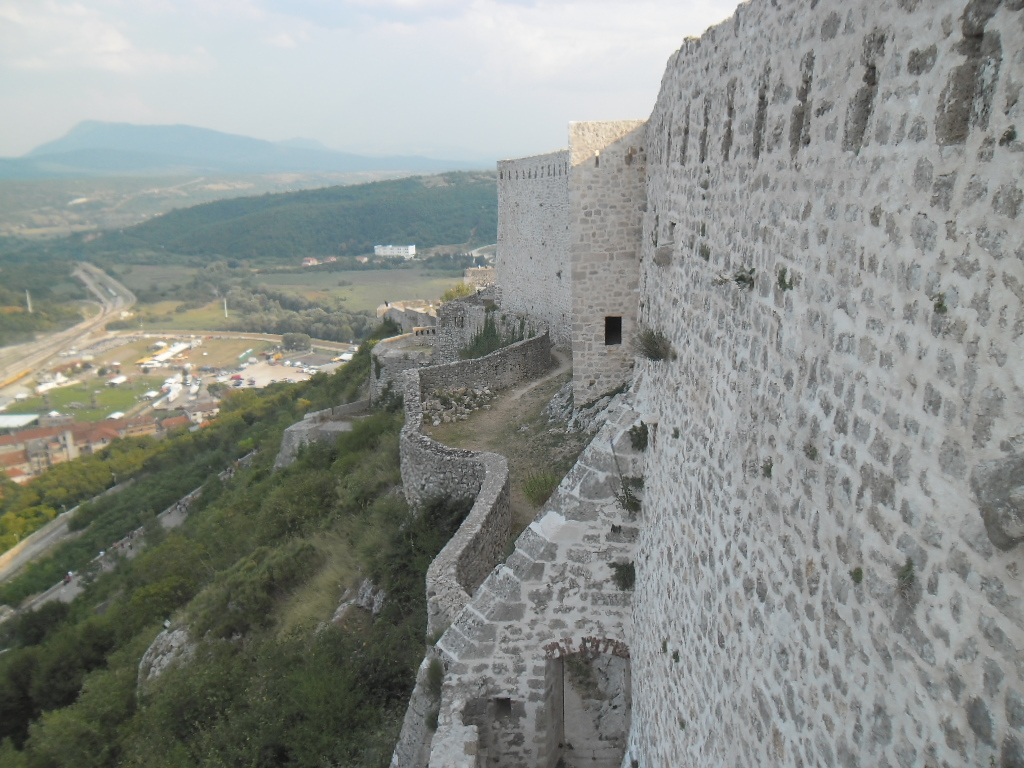
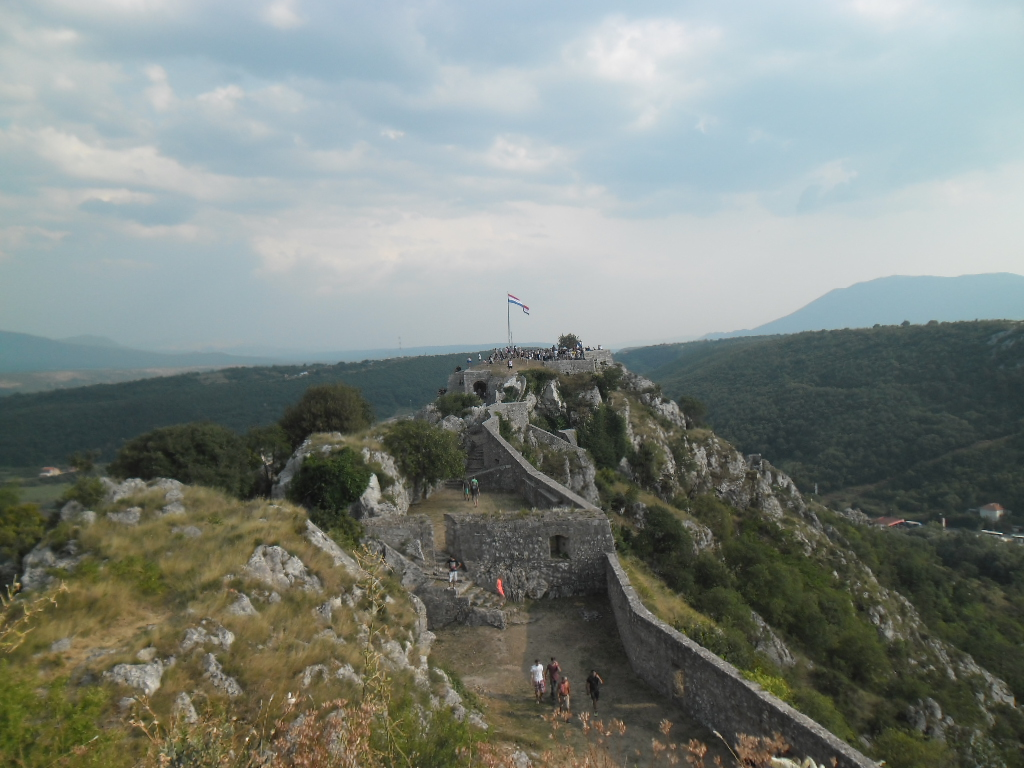
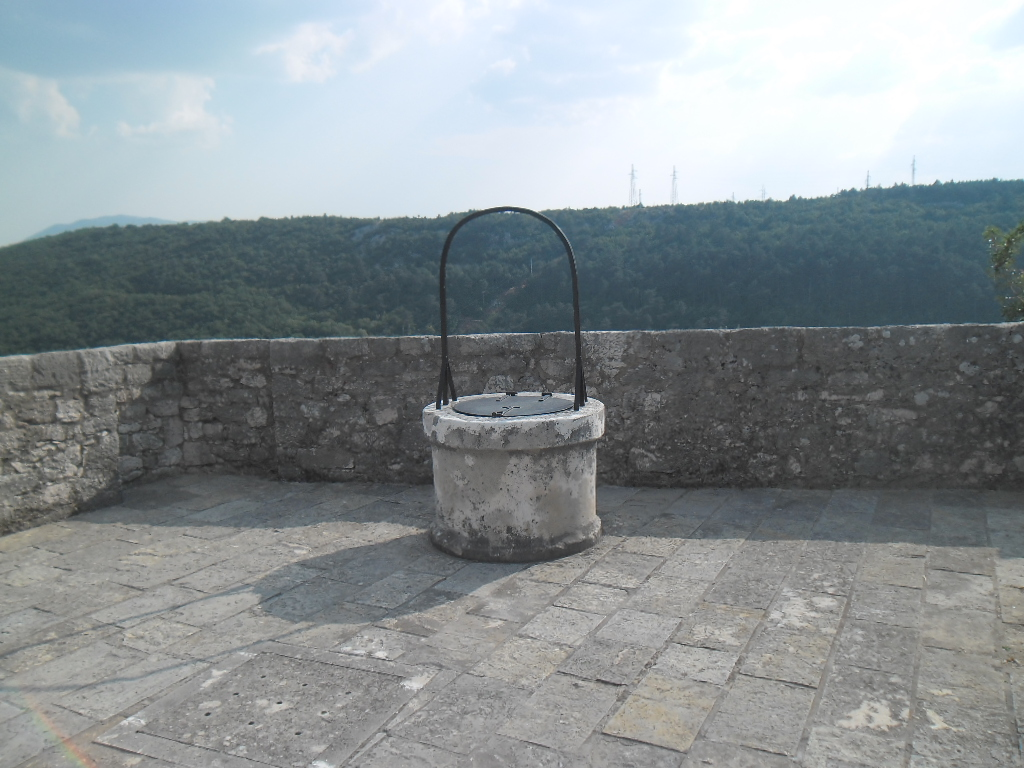
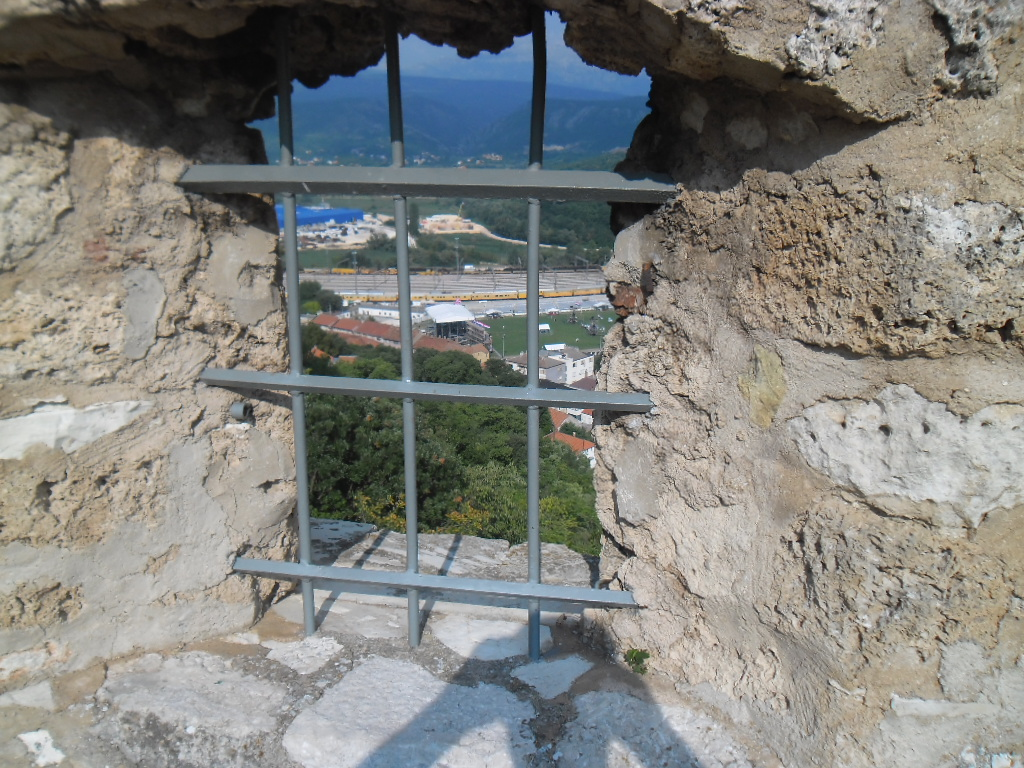